# Fotografía cotidiana

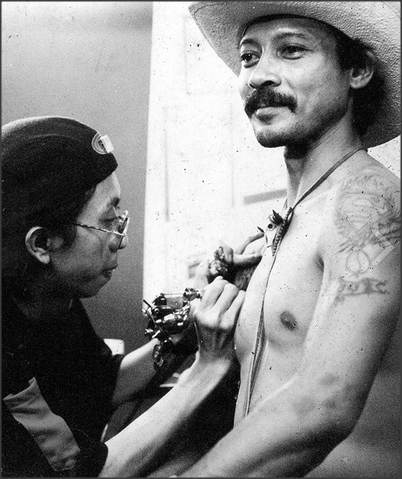
Pameran nuansa seni (1997)

La fotografía cotidiana o de estilo de vida es un género fotográfico que tiene como objetivo principal capturar situaciones de personas viviendo su vida real, sin ánimo de falsearla, actuarla, enmascararla o tan siquiera maquillarla, es decir, buscando el arte de lo cotidiano de una manera artística. El objetivo principal es contar historias sobre la vida de las personas en diferentes circunstancias. Por lo tanto, abarca varios subtipos de fotografía.
Los límites de la fotografía cotidiana quedan difuminados cuando se manipulan la iluminación o se dan indicaciones sobre la pose de los sujetos, ya que la intención final es contar (y reflejar) una historia real, a la vez que el fotógrafo debe ser capaz de controlar la estética general de su trabajo. 
La fotografía cotidiana se plantea de una manera informal, es decir, sin planeamiento previo, de manera que se documentan las acciones naturales y los momentos plenamente sinceros. Algunos fotógrafos de estilo de vida prefieren situar a sus sujetos estratégicamente en una iluminación natural, se manera que se logra el deseado efecto «realista», aunque también hay otros que prefieren iluminar artificialmente la escena de una manera en que parezca natural y preexistente en el entorno.